# 尤莉亞老師的紅線
《尤莉亞老師的紅線》是日本漫畫家入江喜和創作的日本漫畫，於2018年2月15日至2022年9月1日在《BE·LOVE》連載。並在2023年獲得第27回手塚治虫文化獎漫畫大賞。

## 電視劇
《尤莉亞老師的紅線》是朝日電視台於2023年10月19日至12月14日播出的週四晚間九點連續劇，由菅野美穗主演。
臺灣由friDay影音於2023年10月20日起獨家跟播。

### 登場人物

#### 主要人物
- 伊澤尤莉亞：菅野美穗[3]

刺繡教室的老師。座右銘是「活得有型」。
- 箭内稟久：鈴鹿央士[4]

在吾良昏倒時，在一起的「男朋友」。
- 伴優彌：木戶大聖[4]

便利屋。尤莉亞為了在家裡照顧昏倒的吾良而請他改裝自家。有一名叫「優里亞」的兒子。
- 小山田美智留（小山田みちる）：松岡茉優[5]

吾良的女朋友。兩個女兒真妮和美暖都稱呼吾良「爸爸」。
- 小山田真妮（小山田まに）：白山乃愛[5]

美智留的女兒。
- 小山田美暖（小山田みのん）：田村海夏

美智留的女兒。
- 伊澤吾良：田中哲司[4]

尤莉亞的丈夫。小說家。在飯店昏倒，意識不清需要照顧。

#### 尤莉亞的相關人物
- 泉川蘭：吉瀬美智子[6]

尤莉亞的姊姊。已婚，但是與比她小18歲的男人外遇。
- 長田勝利：長田平（朱古力星球）

尤莉亞與蘭的父親。已逝。
- 長田由紀恵（長田ゆきえ）：安藤聖

尤莉亞的母親。

#### 吾良的相關人物
- 伊澤志生里：宮澤艾瑪[6]

吾良的妹妹。
- 伊澤節子：三田佳子[6]

吾良的媽媽。

#### 其他人物
- 前田有香：志田未來[6]

吾良的主治醫生。
- 伴智彌：北川Irving學

優彌的弟弟。
- 伴優里亞：佐藤大空

優彌的兒子。
- 小山田源：前原滉

與美智留分居的前夫。

### 製作團隊
- 原作：入江喜和《尤莉亞老師的紅線》（講談社）
- 劇本：橋部敦子
- 配樂：菅野祐悟
- 主題曲：矢井田瞳（NIPPON COLUMBIA）[7]
- 總製作人：内山聖子（朝日電視台）
- 製作人：峰島步（朝日電視台）、中込卓也（朝日電視台）、山形亮介（KADOKAWA）、新井宏美（KADOKAWA）
- 導演：金井紘、星野和成、竹園元
- 製作協力：KADOKAWA
- 製作著作：朝日電視台

### 播出日程
- 第1話加長6分鐘（21:00 - 22:00）。
- 第3話因延長轉播『日本職棒 2023年日本大賽』（阪神×歐力士），而延後50分鐘播出（21:50 - 22:24）。

| 集數                                                                      | 播出日期 | 日文標題 | 中文標題 (friDay影音) | 導演     | 收視率 |
| ------------------------------------------------------------------------- | -------- | -------- | --------------------- | -------- | ------ |
| 第1話                                                                     | 10月19日 |          | 遭逢巨變              | 金井紘   | 7.9%   |
| 第2話                                                                     | 10月26日 |          | 正牌妻子和第二個戀人  | 金井紘   | 6.3%   |
| 第3話                                                                     | 11月02日 |          | 和小三小王同居?       | 金井紘   | 6.0%   |
| 第4話                                                                     | 11月09日 |          | 禁斷之戀的開始        | 竹園元   | 5.9%   |
| 第5話                                                                     | 11月16日 |          | 深夜的戰爭            | 星野和成 | 5.9%   |
| 第6話                                                                     | 11月23日 |          | 小男友的秘密          | 星野和成 | 6.5%   |
| 第7話                                                                     | 11月30日 |          | 守護我的家人          | 金井紘   | 6.1%   |
| 第8話                                                                     | 12月07日 |          | 命運的別離            | 竹園元   | 6.0%   |
| 最終話                                                                    | 12月14日 |          | 最終回                | 金井紘   | 5.5%   |
| 平均收視率 6.2%（收視率由Video Research調查關東地區、家戶的即時統計資料） |          |          |                       |          |        |

## 外部連結
- 電視劇官方網站 （日語）
  - 尤莉亞老師的紅線的X（前Twitter） （日語）
  - 尤莉亞老師的紅線的Instagram帳戶 （日語）

| 日本 朝日電視台 週四晚間九點連續劇  | 日本 朝日電視台 週四晚間九點連續劇            | 日本 朝日電視台 週四晚間九點連續劇 |
| ----------------------------------- | --------------------------------------------- | ---------------------------------- |
|                                     | 尤莉亞老師的紅線 （2023年10月19日－12月14日） |                                    |
| 隼消防團 （2023年7月13日－9月14日） | Great Gift （2024年1月18日－3月14日）         |                                    |